# Afrikaanse zaagstaartkathaai
De Afrikaanse zaagstaartkathaai (Galeus polli) is een vissensoort uit de familie van de Pentanchidae. De wetenschappelijke naam van de soort is voor het eerst geldig gepubliceerd in 1959 door Cadenat.